# Ibrac
Ivrac (en francès Yvrac) és un municipi francès situat al departament de la Gironda i a la regió de la Nova Aquitània.

## Demografia
| 1793                                            | 1800 | 1806 | 1821 | 1831 | 1836 | 1841 | 1846 | 1851 | 1856 | 1861 | 1866 | 1872 | 1876 | 1881 | 1886 | 1891 |
| ----------------------------------------------- | ---- | ---- | ---- | ---- | ---- | ---- | ---- | ---- | ---- | ---- | ---- | ---- | ---- | ---- | ---- | ---- |
| 727                                             | 609  | 725  | 670  | 675  | 682  | 714  | 680  | 694  | 694  | 723  | 738  | 789  | 750  | 736  | 817  | 773  |
| 1896                                            | 1901 | 1906 | 1911 | 1921 | 1926 | 1931 | 1936 | 1946 | 1954 | 1962 | 1968 | 1975 | 1982 | 1990 | 1999 | 2006 |
| 738                                             | 769  | 762  | 721  | 796  | 787  | 770  | 788  | 759  | 908  | 1012 | 1162 | 1651 | 2202 | 2185 | 2166 | 2312 |
| A partir de 1962: Població sense dobles comptes |      |      |      |      |      |      |      |      |      |      |      |      |      |      |      |      |

## Administració
| Període   | Identitat      | Partit |
| --------- | -------------- | ------ |
| 1968-2001 | Jean Guillot   |        |
| 2001-     | Jacques Mayoux |        |